# Alexandre Ghilloni i Molera
Alexandre Ghilloni i Molera (Barcelona, 25 d'octubre de 1860 - 1948) escultor i buidador.

## Biografia
Va néixer fill de l'italià Giuseppe Ghilloni, natural de la Toscana, i de Ramona Molera i Persadisa, natural de Moià. Es formà a la Llotja de Barcelona i a París (1878). Treballà amb Manuel Fuxà i Agapit Vallmitjana. Com escultor buidador treballà a l'Arc de Triomf de l'Exposició Universal de 1888 i pel Museu de Reproduccions. A finals del segle xix es traslladà a París però al cap de pocs anys retornà a Barcelona on es dedicà preferentment a la venda de bibelots i entre 1915 i 1945 ho combinà amb la docència a la Llotja.
Dues de les obres més destacades de l'artista són Un soldado en campaña i Catalunya independent, totes dues conservades a la Biblioteca Museu Víctor Balaguer.